# Augustin-Bea-Preis

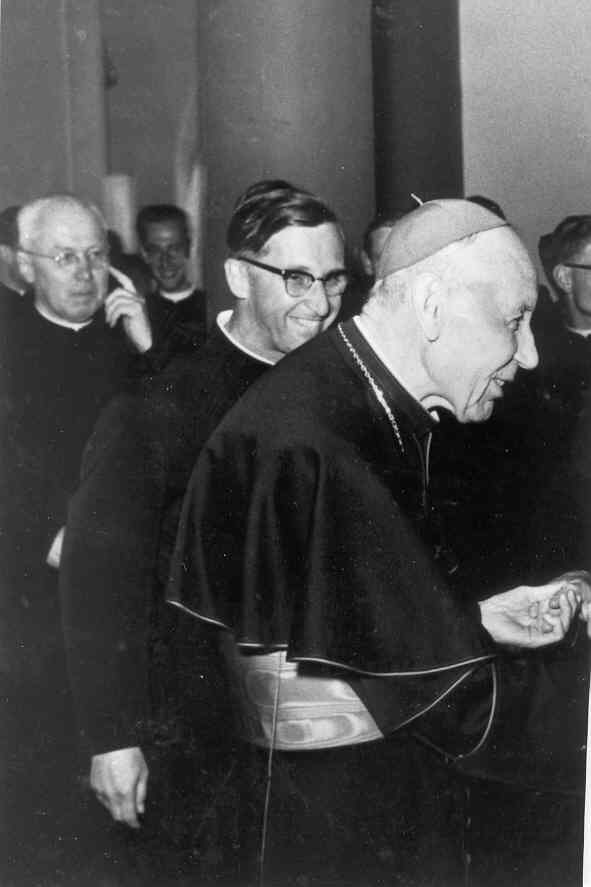
Augustin Kardinal Bea (1881–1968), Namensgeber des Preises

Der Augustin-Bea-Preis ist ein nach Kardinal Augustin Bea benannter Preis, der von der Internationalen Stiftung Humanum mit Sitz in Lugano verliehen wird. Der Preis ist mit 27.000 Euro dotiert.

## Geschichte
Der Augustin-Bea-Preis fördert Personen, Institutionen und Projekte, die im Sinne des Zweiten Vatikanischen Konzils tätig sind und sich für Frieden und Fortschritt der Gesellschaft engagieren. Er wird seit 1969 in unregelmäßigen Zeitabständen verliehen. Kardinal Bea, der 1968 verstorbene Namensgeber des Preises, hatte selbst am Konzil teilgenommen und gilt heute als maßgeblicher Vordenker der Ökumene. Zudem hatte er das Protektorat über die verleihende Internationale Stiftung Humanum inne.

## Bisherige Preisträger
- Joseph Kardinal Frings, Erzbischof von Köln
- Misereor
- 1975 Willem Adolf Visser ’t Hooft
- 1980: Johannes Messner
- 1989: Joseph Kardinal Ratzinger, Präfekt der Kongregation für die Glaubenslehre, von 2005 bis 2013 als Benedikt XVI. Papst
- 2001: Karoline Mayer, Steyler Missionsschwester
- 2003: Johannes Dyba († 2000), Erzbischof von Fulda
- 2005: Hans Urs von Balthasar (postum, anlässlich seines 100. Geburtstages)
- 2009: Paul Kirchhof, deutscher Verfassungs- und Steuerrechtler, Richter des Bundesverfassungsgerichts a. D.
- 2010: Stanisław Kardinal Dziwisz , Erzbischof von Krakau[4]
- 2011: Anton Rauscher, ehemaliger Lehrstuhlinhaber an der Universität Augsburg[5]
- 2016: Joachim Kardinal Meisner, ehemaliger Erzbischof von Köln[6]
- 2019: Klaus Berger, pensionierter Professor für Neutestamentliche Theologie an der Universität Heidelberg
- 2021: Hanna-Barbara Gerl-Falkovitz[7]
- 2023: Martin Mosebach, deutscher Schriftsteller[8]